# Istenszülő születése fatemplom (Alsóróna)
Az alsórónai Istenszülő születése fatemplom műemlékké nyilvánított épület Romániában, Máramaros megyében. A romániai műemlékek jegyzékében az  MM-II-m-A-04620 sorszámon szerepel.